# Venturiaceae
Venturiaceae es una familia de hongos en el orden Pleosporales. Varias de la especies de esta familia son patógenos de plantas.

## Lista de géneros
- Acantharia
- Antennularia
- Apiosporina
- Arkoola
- Atopospora
- Botryostroma
- Caproventuria
- Coleroa
- Crotone
- Dibotryon
- Gibbera
- Lasiobotrys
- Lineostroma - ubicación incierta
- Metacoleroa
- Phaeocryptopus
- Phragmogibbera
- Platychora
- Polyrhizon - ubicación incierta
- Pseudoparodia
- Pseudoparodiella
- Pyrenobotrys
- Rhizogene
- Rosenscheldiella
- Sivanesaniella
- Trichodothella
- Trichodothis
- Uleodothis
- Venturia
- Xenomeris